# Muuto
Muuto (англ. Muuto) — данська фабрика, що виробляє освітлювальні прилади, меблі та предмети інтер'єру. Заснована у 2006 році Петером Бонненом і Крістіаном Бюрге. Головний офіс знаходиться у Копенгагені (Данія).
Назва компанії походить від фінського слова muutus, що означає «зміну» або «нову перспективу». Спеціалізується на виготовленні світильників, меблів та аксесуарів у скандинавському стилі для повсякденного використання. На відміну від інших скандинавських виробників, компанія використовує замість натуральної деревини забарвлену, активно застосовує скло.
Продукція компанії продається у 55 країнах світу.

## Історія
Muuto було засновано Крістіаном Берге та Петером Бонненом у 2006 році. Раніше Бірге брав участь у заснуванні компанії Noma. У серпні 2014 року фонд Maj Invest Equity придбав 45% акцій компанії. У грудні 2017 року було оголошено, що Knoll придбала Muuto з січня 2018 року за 300 мільйонів доларів США.

## Колекції
Освітлювальні прилади
Настільні лампи, люстри, стельові світильники
Меблі
Крісла, дивани, модульні системи, стінки, стелажі, настінні полиці, вішалки, тумби, комоди
Аксесуари

## Дизайнери
Дизайнери, які працювали або працюють з Muuto:
| - Anderssen and Voll - Андреас Енгесвік - Броберг Ріддерстроле - Сесілі Манц - Классон Койвісто Руне - Девід Гекелер - Form Us With Love - Гальгейр Гомстведт - Гаррі Коскінен - Ількка Суппанен - Іскос Берлін - Якоб Вагнер | - Єнс Фагер - Юнас Вагелль - Джуліен де Смедт - Кібісі - Ларс Торне - Луїс Кемпбелл - Матті Кленелль - Маттіас Стольбом - Метте Дуедаль - Міхаель Герстен - Міка Толванен - Norway Says | - Оле Єнсен - Петтер Скогстад - Піль Бредаль - Сімон Кей Бертман - Søren Rose Studio - Стаффан Гольм - TAF Architects - Томас Бентцен - Томас Бернстранд - Thorne and Johnsson - Тіна Ратцер - Whatswhat |